# 영광 월산리 월계 고분군
영광 월산리 월계 고분군(靈光 月山里 月桂 古墳群)은 대한민국 전라남도 영광군 법성면 월산리, 월계마을에 있는 고분군이다. 2001년 9월 27일 전라남도의 기념물 제189호로 지정되었다.

## 개요
월계 마을 북서쪽에 있는 초포산에서 남쪽으로 흘러내린 산줄기의 해발 20m 내외의 구릉 능선상에 있는 2기의 고분이다. 1호분의 평면은 네모난 모양과 둥근 형태를 모두 가지고 있는 장고분이고 2호분은 평면형태가 둥근 원형이다.
1호분은 북서쪽에서 남동쪽으로 완만하게 내려오는 구릉의 능선상에 있는데 구릉 위쪽에 네모난 부분을 두고 있다. 둥근 부분의 남동쪽은 민묘 등으로 인하여 약간 변형되었고 네모난 부분의 북서쪽은 길이 생기면서 훼손되었다. 2호분은 둥근 형태를 하고 있는 원분으로 1호분의 남동쪽 아래에 자리하고 있다.
1호분은 오랜 세월 동안 그 형태가 다소 변형되기는 했지만 장고분의 형태가 뚜렷하고 2호분은 부근에 돌들이 많이 노출되어 있었다 하여 석실분일 가능성이 높다.

## 참고 자료
- 영광월산리월계고분군 - 국가유산청 국가유산포털